# ظربان أمريكي (فصيلة)
الظَّرِبَان الأمريكي هي فصيلة تنتمي إلى رتبة اللواحم وتضم الظرابين الأمريكية وحيوانات الغرير النتن. تنتشر حيوانات هذه الفصيلة في القارة الأمريكية وإندونيسيا والفيلبين. وما يميز هذه العائلة هو الرائحة الكريهة التي تخرج من غُدّته الشرجية. كان يُعتقد أن هذه الأنواع ضمن عائلة عرسيات.

### صور

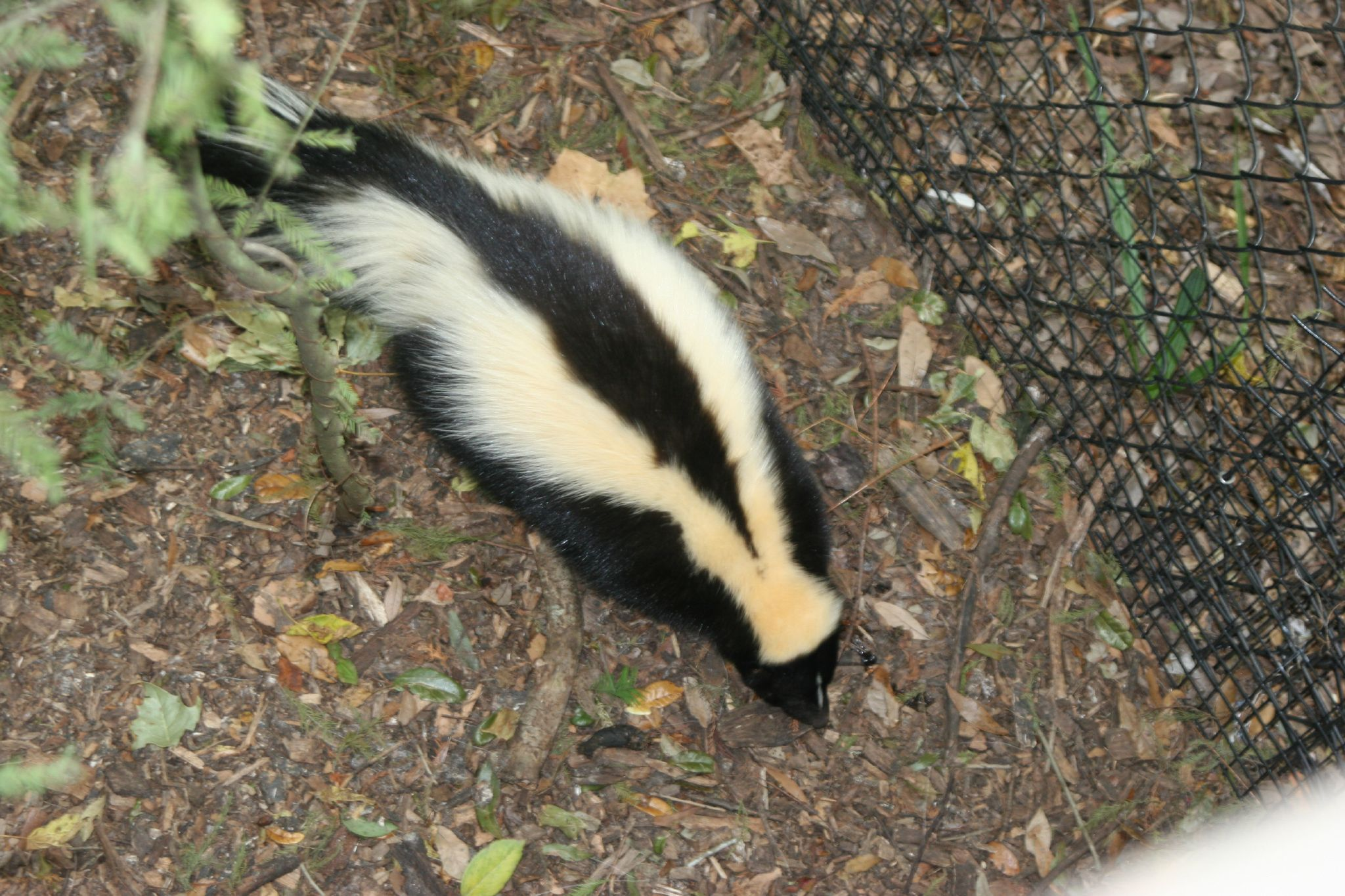
ظَرِبَان مخطط

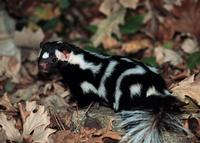
ظَرِبَان مرقط شرقي

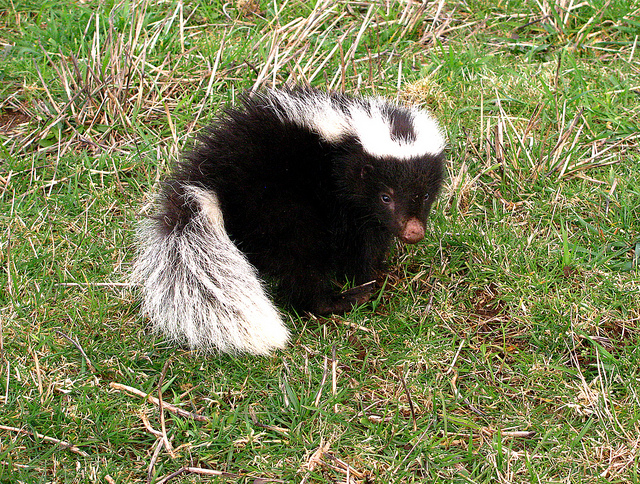
ظَرِبَان الأنديز

## لائحة الأنواع
- - جنس الظربان المفنطس:
- ظربان هومبولت المفنطس
- ظربان أمريكا الشمالية المفنطس
- ظربان مولينا المفنطس
- ظربان مفنطس مخطط
  - جنس ظربان أمريكي (جنس):
- ظربان ذو القلنسوة
- ظربان أمريكي مخطط
  - جنس غرير نتن:
- غرير نتن سونداوي
- غرير نتن بالاواني
  - جنس ظربان مرقط:
- ظربان مرقط جنوبي
- ظربان مرقط شرقي
- ظربان مرقط غربي
- ظربان مرقط قزم